# Myospalax
Myospalax är ett släkte i familjen mullvadsråttor (Spalacidae). Släktet betecknas ibland liksom hela familjen som mullvadsråttor.
Släktets utbredningsområde sträcker sig från centrala Ryssland över östra Sibirien till Manchuriet. Arterna föredrar skogar och odlingsmark i bergstrakter eller i kuperade områden.

## Beskrivning
Dessa gnagare lever liksom mullvadar i underjordiska gångsystem som byggs av individerna själva. De gräver främst med händerna som är utrustade med kraftiga klor, tänderna används sällan vid bobygget. Bon ligger vanligen två meter under markytan och sträcker sig ibland över 100 meter. Födan utgörs av rötter, lökar, rotfrukter och i viss mån frön och andra växtdelar. I arternas utbredningsområde betraktas de ofta som skadedjur.
Kroppens längd ligger mellan 16 och 27 centimeter och därtill kommer en 3 till 9 centimeter lång svans. Vikten ligger mellan 150 och 550 gram. Honor föder under våren (mars till april) fyra till sex ungar.
Pälsens färg varierar mellan grå, gråbrun och rödgul. Flera arter har en ljus strimma på huvudet. Undersidan är vanligen blek. Arter i släktet har synliga ögon och ytteröron men dessa är små.

## Systematik
Släktet klassificeras idag vanligen som enda släkte i underfamiljen Myospalacinae som i sin tur tillhör familjen mullvadsråttor. Tidigare räknades de som tribus till underfamiljen sorkar (Arvicolinae), men nyare undersökningar av Lawrence (1991) visade att de föreställer ett självständigt taxon vid överfamiljen Muroidea:s basis. Likheter med sorkar beror alltså på konvergent evolution. De närmaste släktingar antas finnas i underfamiljen bamburåttor (Rhizomyinae).
Enligt Wilson & Reeder (2005) listas två undersläkten med tillsammans 6 arter till Myospalax:
- Undersläkte Myospalax
  - Myospalax psilurus (Milne Edwards 1874), sydöstra Sibirien, östra Mongoliet, Mandschuriet.
  - Sibirisk mullvadsråtta (Myospalax myospalax), (Laxmann 1773), östra Kazakstan, södra Sibirien, östra Mongoliet, Mandschuriet.
  - Myospalax aspalax, (Pallas 1776), Mongoliet.
- Undersläkte Eospalax
  - Myospalax fontanierii (Milne Edwards 1867), norra och centrala Kina.
  - Myospalax smithii (Thomas 1911) Gansu, Shaanxi.
  - Myospalax rothschildi (Thomas 1911) Gansu, Shaanxi, Hubei.

Ibland godkänns Eospalax som släkte.